# Medicina rada
Medicina rada je grana medicinske djelatnosti koja se bavi stanjima i bolestima nastalima utjecajem okolišnih čimbenika (npr. razne kemikalije, buka, vibracije, elektromegnetska zračenja, itd.) kojima je osoba profesionalno (svakodnevnim radom) izložena. Liječnici specijalisti medicine rada su također osposobljeni za preventivne preglede djelatnika kao i za dijagnostičke postupke profesionalnih bolesti.